# Pachydema wollastoni
Pachydema wollastoni är en skalbaggsart som beskrevs av Henri de Peyerimhoff 1927. Pachydema wollastoni ingår i släktet Pachydema och familjen Melolonthidae. Inga underarter finns listade i Catalogue of Life.